# Anemocarpa
Anemocarpa là một chi thực vật có hoa trong họ Cúc (Asteraceae).

## Loài
Chi Anemocarpa gồm các loài: